# Alteplase
Alteplase é um fármaco utilizado pela medicina como trombolítico, sendo um ativador do plasminogênio tissular. A Alteplase é uma enzima que ajuda na dissolução de coágulos sanguíneos. Alteplase é o mesmo que o ativador de plasminogênio humano normal e é sintetizado via tecnologia de DNA recombinante a partir de células endoteliais vasculares.

## Indicações
- Acidente Vascular Cerebral (AVC) isquêmico

Além de reduzir as sequelas de um AVC isquêmico, o Alteplase também ajuda a diminuir o número de mortes, pois muitos óbitos acontecem por problemas que se instalam em decorrência da fragilidade do organismo após o acidente. Apesar do alto índice de sucesso, o Alteplase só pode ser usado se a aplicação for feita até 4h e 30 min após o AVC isquêmico. Reconstituir o fluxo depois desse tempo pode piorar o quadro. O coágulo interrompe a irrigação não só de uma região do cérebro, mas também do segmento do vaso que está depois da obstrução. A partir do local da interrupção, esse vaso já começa a morrer, ficando mais frágil. Restabelecer o fluxo sanguíneo nesse momento pode romper a artéria, causando um AVC hemorrágico.
- Infarto do miocárdio
- Embolia
- Trombose arterial e venosa